# 西白島町
西白島町（にしはくしまちょう）は、広島市中区の町名。丁目は無い。住居表示実施済み。郵便番号は730-0005（広島中央郵便局管区）。白島南部の西、広島城の北にあり、もと広島町組に属す。

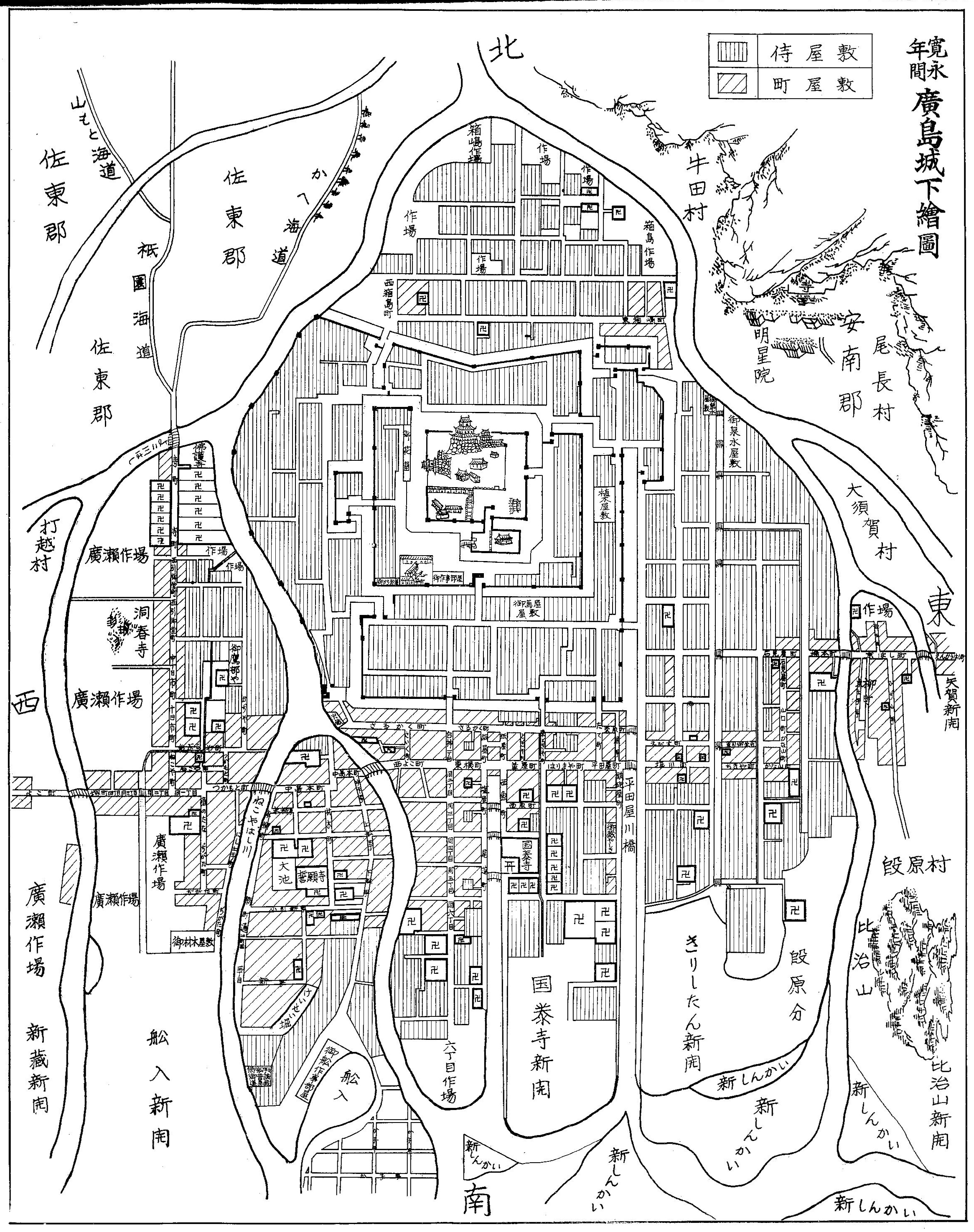
寛永年間の広島の絵図（『概観広島市史』より）。

## 経済

### 産業
店・企業
- ウォンツ 白島店
- 大野石油店 本社
- 小川精機
- 山陽マルナカ 白島店
- 進物の大進 ギフトランド店
- セブン-イレブン 広島西白島町店
- テキサス 白島店
- 東京法令出版 中国営業所
- 八剣伝 白島店
- 平岩家具
- 広島三洋電化センター
- 広島ニッタンサービスセンター
- 藤木工務店 広島営業所
- マクドナルド 白島店
- やまや 白島店

### 地主・家主
西白島町の地主は「伊藤久太郎」、家主は「福田千次郎」などがいた。

## 地域

### 教育
- 広島市立基町高等学校
- 広島市立白島小学校

### 健康
医療機関
- 天野医院
- 黒川クリニック
- こうの脳神経外科クリニック
- 上川歯科医院
- 田中整形外科クリニック
- 広兼産婦人科医院
- 藤田内科医院

### 相談
- 小山雅男法律事務所[6]
- 那須法律事務所[6]
- 白島綜合法律事務所[6]
- 風呂橋誠法律事務所[6]
- 松永・白日総合法律事務所[6]
- 荻田栄治司法書士・行政書士事務所
  - 司法書士・荻田栄治[7]
- 行政書士こうの法務事務所
- 笹井司法書士事務所
  - 司法書士・笹井貴宏[7]
  - 司法書士・湯本儒代[7]
- 金田正孝税理士事務所[8]
- 小林重道税理士事務所[8]
- 坂元玲子税理士事務所[8]
- 佐藤隆税理士事務所[8]
- 中島広義税理士事務所
- 樋高照夫税理士事務所
- 山根園子税理士事務所[8]

### 施設
宗教
- 洞門寺 - 曹洞宗

## 交通

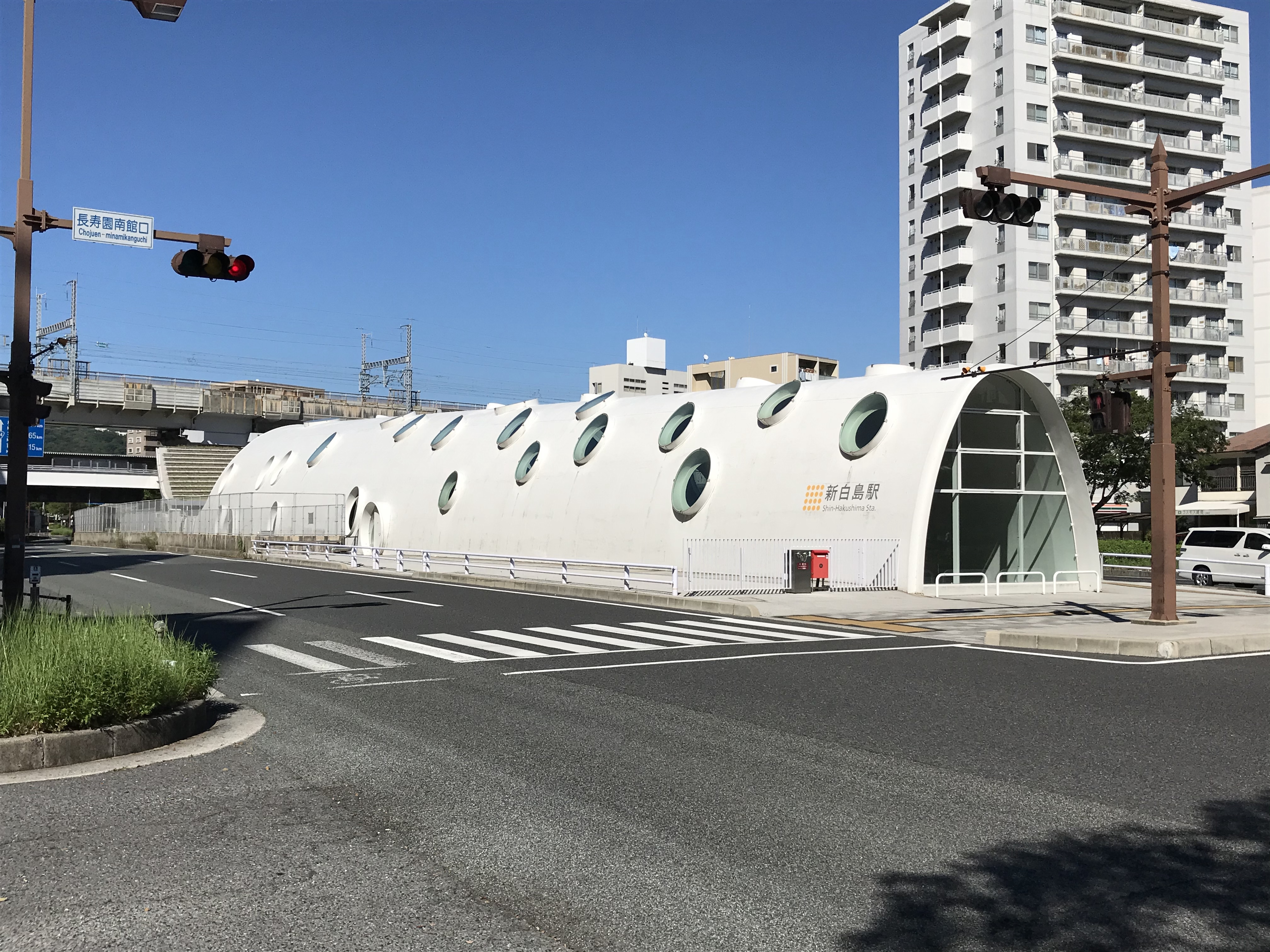
新白島駅

### 鉄道
- 山陽本線
  - 新白島駅
- 広島高速交通広島新交通1号線（アストラムライン）
  - 新白島駅
  - 城北駅

### 道路
- 国道54号祇園新道
- 広島県道84号東海田広島線

## 人口
1925年末の現住戸数・現住人口は347・1432。2018年6月末現在の世帯数・人口は1644・2764。

## 出身・ゆかりのある人物

### 学術・教育
| - 阿部余四男（広島文理科大学教授、山形県出身、住所は西白島） - 藤村利常（広島高等師範学校教授、広島文理科大学学生主事） - 永井龍太郎（広島高等師範学校教授） - 安田五一（安田高女校主） - 安田リヨウ（安田高女、高等家政女学校各校長） - 吉田賢龍（広島高等師範学校校長、石川県出身、住所は西白島） - 飯田久米次郎（薪炭卸問屋） - 恵美文吉（広島産業銀行支配） - 香川卯八（広島県多額納税者、材木商） - 香川卯八（香川商店社長、材木商） - 近藤直一（雑品商） - 佐藤金一（太陽生命保険広島支社長） - 七九源之助（米穀商、穀物藁商） - 進藤登三郎（在郷海機関大佐、東洋工業顧問） - 福田千代作（住友本社、呉服売店支配） - 村上長次郎（薪炭商、1880年生、東白島町の村上龜吉と共に白島町に於ける唯一の薪炭卸問屋経営者） | - 天野進作（神経精神科医、1915年開業） - 串田光造 - 小西實（歯科医、1930年開業） - 高橋一三（歯科医、1925年開業） - 飯島信三（陸武官） - 加藤惣次郎（陸武官） - 伊藤久太郎 - 香川昇 - 田中綱名 - 長野文治 - 野尻茂治（逓信局技師） - 本城貞次郎 |